# Allium tricoccum
Allium tricoccum — вид трав'янистих рослин родини амарилісові (Amaryllidaceae), поширений у південно-східній Канаді, центрально-північному та східному США.

## Опис
Цибулин 2–6, зазвичай на короткому кореневищі, яйцювато-конічні, 1.5–6 × 1.5–3 см; зовнішні оболонки містять 1 або більше цибулин, від буруватих до сіруватих, сітчасті; внутрішні оболонки білі. Листки ефемерні, зазвичай відсутні в період цвітіння, 2–3; листові пластини плоскі, еліптичні до еліптично-ланцетних, (15)20–30(40) см × 15–90 мм, краї цілі. Стеблина стійка, одиночна, згинається дистально, циліндрична, 10–40 см × 2–4 мм. Зонтик стійкий, прямостійний, нещільний, (6)30–50-квітковий, від обернено-конічного до півсферичного, цибулинки невідомі. Квіти дзвінчасті, 4–7 мм; листочки оцвітини прямостійні, від білих до кремових або жовтуватих, довгасті до яйцеодібних, ± рівні, краї цілі, верхівки тупі. Пиляки білі до світло-жовтих; пилок білий. Насіннєвий покрив блискучий.

## Поширення
Поширений у південно-східній Канаді, центрально-північному та східному США.